# 帯広市立広野小学校
帯広市立広野小学校（おびひろしりつ ひろのしょうがっこう）は、北海道帯広市広野町に所在する公立小学校。

## 児童数
- 児童数 - 26人
  - 1年生 - 人
  - 2年生 - 人
  - 3年生 - 6人
  - 4年生 - 3人
  - 5年生 - 2人
  - 6年生 - 5人
  - 特別支援学級（内数）- 3人

2020年（令和2年）5月1日現在

## 進学先中学校
- 帯広市立八千代中学校

2016年（平成28年）5月1日現在